# Roberto Burioni
Roberto Burioni (Pesaro, 10 dicembre 1962) è un virologo, immunologo e divulgatore scientifico italiano.
È attivo come ricercatore nel campo dello sviluppo di anticorpi monoclonali umani contro agenti infettivi e nella divulgazione scientifica riguardante i vaccini, con cui ha acquisito la maggiore notorietà con i suoi interventi sui social media.

## Biografia
Originario di Casteldelci e cresciuto a Fermignano, dopo la maturità classica conseguita a Urbino si è laureato in Medicina e Chirurgia all'Università Cattolica del Sacro Cuore di Milano con sede a Roma; ha poi conseguito la specializzazione in Allergologia e Immunologia clinica presso l'Università Politecnica delle Marche, nonché il dottorato di ricerca in Scienze microbiologiche e virologiche presso l'Università degli Studi di Genova.
Ha frequentato come visiting student i Centri per la prevenzione e il controllo delle malattie (CDC) di Atlanta e il Wistar Institute dell'Università della Pennsylvania nel laboratorio di Hilary Koprowski. Dal 1989 è stato visiting scientist al Center for Molecular Genetics presso l'Università della California, San Diego, e in seguito allo Scripps Research Institute.
Burioni è sposato, ha una figlia, Caterina, ed è tifoso della Lazio. Ha rivelato di essere ipocondriaco. È un grande appassionato di musica, audiofilo e pianista dilettante.

### Ricerca e carriera universitaria
Nel novembre 1995 ha preso servizio come ricercatore universitario confermato presso il Policlinico Agostino Gemelli dell'Università Cattolica del Sacro Cuore di Roma; nel 1999 si è trasferito presso la Facoltà di Medicina dell'Università Politecnica delle Marche, dove, dal 2000 al 2004, ha ricoperto per incarico la cattedra di Virologia presso la Facoltà di Scienze.
Dal 2004 insegna, prima come professore associato, poi come professore ordinario, Microbiologia e Virologia presso l'Università Vita-Salute San Raffaele di Milano, dove è responsabile di un laboratorio di ricerca immunologica volto allo studio della risposta immunologica contro patogeni umani, alla messa a punto di farmaci basati su anticorpi monoclonali umani ricombinanti e all'utilizzo di strumenti molecolari per la diagnostica precoce di malattie infettive.
È direttore della scuola di specializzazione in Microbiologia e Virologia presso l'Università Vita-Salute San Raffaele e presidente del corso di laurea in Igiene Dentale presso la stessa università.

### Pubblicazioni e divulgazione scientifica
Nel maggio 2016 è stato ospite nel programma televisivo Virus - Il contagio delle idee, durante il quale l'ospite Red Ronnie definì la vaccinazione "una follia"; il giorno seguente Burioni si è lamentato del poco tempo lasciatogli a disposizione durante la trasmissione per argomentare la risposta, con un duro post su Facebook che nel medesimo giorno ha ricevuto 5 milioni di visualizzazioni e quasi 50 000 condivisioni, innescando la protesta sui social network contro la disinformazione scientifica. In seguito, Michele Anzaldi, segretario della commissione di Vigilanza Rai, ha chiesto che la Rai informi in maniera corretta e diffusa sui vaccini, chiedendo di verificare qualità e quantità degli spazi utilizzati per informare i cittadini. Nell'ottobre 2016 ha pubblicato il volume Il vaccino non è un'opinione, con il fine dichiarato di diffondere informazioni scientificamente corrette sui vaccini e confutare le tesi antivacciniste. L'opera ha vinto il Premio Asimov 2017 per la divulgazione scientifica, organizzato dal Gran Sasso Science Institute dell'Aquila.
Il 18 aprile 2017 interviene contro la trasmissione televisiva di Rai 3 Report, colpevole, secondo il suo parere e in accordo con la Società italiana di Virologia e il ministro della salute Beatrice Lorenzin, di aver trasmesso il giorno prima una puntata fuorviante e scientificamente scorretta sul tema del virus del papilloma umano, intitolata Reazioni avverse. Nel corso dell'anno si è dichiarato favorevole all'istituzione dell'obbligo di vaccinazione per i bambini che accedono ad asili nido e scuole primarie. A ottobre 2017 viene pubblicato La congiura dei Somari. Perché la scienza non può essere democratica, edito da Rizzoli.
Nell'ottobre 2018 viene pubblicato Balle Mortali, edito da Rizzoli. A novembre ha fondato il magazine web Medical Facts, dedicato alla divulgazione in ambito medico, del quale fino al giugno 2023 è stato direttore scientifico.
Nel 2019 è stato tra i fondatori dell'associazione Patto Trasversale per la Scienza, il cui obiettivo è portare le evidenze scientifiche alla base delle scelte legislative e di governo di tutti i partiti politici.
A gennaio 2020, sulla rivista Science, nella sezione notizie, è stato pubblicato un articolo riguardante Burioni, che ripercorre la sua attività di divulgazione e celebra la sua battaglia contro l'antivaccinismo, presentandolo come la persona che più di tutte si è battuta per la correttezza dell'informazione medico-scientifica in Italia negli ultimi anni.
A marzo 2021 gli è stato dedicato un ampio articolo sulla rivista internazionale Foreign Policy dove è stato definito il Dr. Fauci italiano.
Dall'inizio del 2020 è stato ospite fisso del programma televisivo Che tempo che fa condotto da Fabio Fazio in onda la domenica in prima serata su Rai 3 e successivamente su NOVE dove tiene brevi lezioni su temi di attualità medica e scientifica.

## Controversie
- Da chi sostiene posizioni antivacciniste gli viene contestato di avere un conflitto di interessi, poiché secondo loro Burioni sarebbe co-titolare di brevetti relativi a tecnologie che gli antivaccinisti considerano legate ai vaccini[31][32]. Burioni ha spiegato che tali brevetti riguardano pratiche terapeutiche che sono applicabili a malattie non prevenibili tramite vaccino, in quanto fanno uso di anticorpi monoclonali, e che il suo eventuale interesse personale dovrebbe quindi essere piuttosto nella limitazione della pratica vaccinale (favorendo le pratiche di immunoprofilassi brevettate da Burioni e colleghi) che non nella sua diffusione[33][34]. A tal proposito il ricercatore Stefano Scoglio, noto per le sue posizioni critiche riguardo alle vaccinazioni, è stato condannato per diffamazione il 5 maggio 2023 dal Tribunale di Rimini per avere affermato sui social media che Burioni «parla dall’alto dei suoi enormi conflitti d’interesse in quanto titolare di diversi brevetti di vaccini». Scoglio è stato condannato a 600 euro di ammenda, al pagamento delle spese legali e a una provvisionale di 5000 euro per risarcimento danni da determinarsi in sede civile[35]. Il 9 settembre 2023 la Cassazione ha confermato in via definitiva la condanna per diffamazione dell'omeopata Diego Tomassone per avere affermato sul suo profilo Facebook, tra l'altro,  "un medico che medico non è come Burioni andrebbe non solo radiato, ma proprio sbattuto fuori a calci dall'ordine"[36]
- Il 2 febbraio 2020, nel corso dell'intervista televisiva nella trasmissione di Rai 3 Che tempo che fa, relativamente alla recente epidemia di COVID-19, ha affermato che «Capisco che alcune scelte possano essere criticate perché di fronte ad un'emergenza c'è la possibilità di sopravvalutare o di sottovalutare, quindi le reazioni possono essere troppo intense o poco intense. In una situazione come questa è immensamente meglio sopravvalutare, perché il danno può essere economico, può essere un disagio, ma se si sottovaluta qualcuno ci può lasciare la pelle. [...] Io ritengo che in questo momento in Italia il rischio di contrarre questo virus è 0, perché il virus non circola. [...] Al momento, il virus in Italia non sta circolando, quindi ci si può preoccupare dei fulmini, delle alluvioni, ma di quel virus in questo momento no; però attenzione, non è che questo avviene per caso: avviene perché si stanno prendendo delle precauzioni. Quindi non dobbiamo fare l'errore che potrebbe fare chi guida prudentemente e non fa un incidente e dice "ho installato senza motivo l'airbag". No, l'incidente non l'ha fatto perché è stato prudente, ed è esattamente quello che noi speriamo che accada»[37][38][39]. Il 27 marzo 2020, in risposta ad alcune polemiche a seguito del proliferare della pandemia anche in Italia, scrive: «Non è il momento per il "io l'avevo detto", ma siccome vengo attaccato per una dichiarazione nella quale avrei detto "in Italia il rischio è zero" è mio dovere difendermi e rispondere. L'8 gennaio 2020 io avvertivo che c'era un pericolo in arrivo dalla Cina. Il 22 gennaio, in una intervista a Linkiesta, io dicevo «Le autorità europee hanno affermato che il rischio che il virus arrivi in Europa, e in particolare in Italia, è minimo. Io non sono per niente d'accordo con loro, ma spero vivamente di sbagliarmi». Il 27 gennaio, nel programma Melog, di Radio24, dicevo "Non dobbiamo far arrivare in Italia il virus, che si diffonde in maniera molto efficiente e sembra causare una malattia di una certa gravità. L'unica cosa oggi che può difenderci veramente è la quarantena, non c'è altro modo". Io ho fatto l'affermazione "In Italia in questo momento il rischio è zero" il 2 febbraio. In quel momento le autorità ci dicevano che in Italia il virus non c'era. La mia colpa è - dunque - quella di non avere avuto la capacità di prevedere che il virus sarebbe stato trovato diciotto giorni dopo. Ma io sono un medico, non un veggente. E questa incapacità di predire il futuro effettivamente è un mio limite»[40][41].

## Opere pubblicate
- Rocco Donnici, Massimiliano Marinelli, Roberto Burioni, Genetica. Valore delle biodiversità. Sfida della bioingegneria, Quattroventi, Urbino, 1998, ISBN 88-392-0461-X
- Roberto Burioni, Il vaccino non è un'opinione. Le vaccinazioni spiegate a chi proprio non le vuole capire, Mondadori, 2016, ISBN 8852076344
- Roberto Burioni, La congiura dei somari. Perché la scienza non può essere democratica, Rizzoli, 2017, ISBN 8817099031
- Roberto Burioni, Balle mortali. Meglio vivere con la scienza che morire coi ciarlatani, Rizzoli, 2018, ISBN 9788817105088
- Roberto Burioni, Omeopatia. Bugie, leggende e verità, Rizzoli, 2019, ISBN 8817141224
- Roberto Burioni, Virus, la grande sfida, Rizzoli, 2020, ISBN 9788817148856
- Roberto Burioni, La formidabile impresa. La medicina dopo la rivoluzione mRNA, Rizzoli, 2022, ISBN 978-8817158831
- Roberto Burioni, Match point. Come la scienza sta sconfiggendo il cancro, La Nave di Teseo, 2023, ISBN 978-8834615737

## Premi
- Premio "Jano Planco d'oro 2017", attribuito annualmente a medici, odontoiatri, ricercatori, altri professionisti sanitari, enti, associazioni, o ad altre persone fisiche che abbiano dato lustro e prestigio alla Sanità; 2 dicembre 2017 a Rimini.[42]
- Premio annuale per la Medicina dell'Unione Nazionale Medico Scientifica di Informazione, 11 dicembre 2017.[43]
- Premio Asimov 2017 per la divulgazione scientifica, organizzato dal Gran Sasso Science Institute dell'Aquila per il saggio Il vaccino non è un'opinione.[16][17]
- Premio di Personaggio Rivelazione di Internet dell'Anno ai Macchianera Internet Awards, gli "Oscar Italiani della rete", il settembre 2017.[44]
- Premio Favignana - Festival Florio, 16 giugno 2018.[45]
- Premio "Ape d'Oro" del Comune di Segrate (MI), settembre 2018.[46]
- Premio Miglior Personaggio Internet dell'Anno e Miglior Sito Divulgativo, Macchianera Internet Awards, gli Oscar Italiani della Rete, novembre 2018.[47]
- Premio "Campione della Scienza", l'"Oscar della Bontà" dei City Angels a Milano, gennaio 2019.[48][49]
- Premio Evidence 2019, Fondazione GIMBE, Bologna, marzo 2019.[50]
- Premio "Picenum 2019" della Fondazione Pio Sodalizio dei Piceni, Roma, giugno 2019.[51]
- Premio "Grandi Guglie della Grande Milano" del Centro Studi Grande Milano, aprile 2022[52]
- Premio Frontino, ottobre 2023[53]
- Premio Letterario Metauro, ottobre 2024[54]